# クロマーティ
クロマーティ（Cromarty, [ˈkrɒmərti] ( 音声ファイル)、スコットランド・ゲール語: Cromba）は、スコットランドの町。ハイランド・カウンシル・エリアに属する。
コノン川が流れ込むマレー湾の支湾・クロマーティ湾の湾口にある。湾内には干潟、塩性湿地とアマモ属の藻場が広がり、1999年にラムサール条約登録地となった。

## 歴史
旧カウンティであるクロマーティシャーのかつての中心地であった。町はクロマーティ湾南岸に位置する海港の町で、対岸にあるインヴァーゴードンとは5マイル（約8キロメートル）の距離である。
クロマーティという名は様々なゲール語に由来する。曲がっていることを意味するcrom、湾を意味するbati、または高さを意味するàrdからなっており、「曲がった湾」か「高い岩の間で曲がるもの」（湾の入り口を守るようにそそりたつ高い岩から）のどちらかを意味する。その名から、スコットランド貴族クロマーティ伯爵の爵位が生まれた。1264年にはCrumbathynと記されていた。
町はその港の周囲で成長していった。かつてはフェリーが利用し、地元産のアサが輸出され、ニシン漁を行うトロール漁船が利用していた。第一次世界大戦中にはイギリス海軍の海軍基地となった。装甲巡洋艦ナタル (HMS Natal) は1915年12月30日に爆発・沈没事故を起こし、多くの人命が失われた。 
クロマーティ港は、ニグ＝クロマーティ湾間を航行するイギリス最小のRO-RO船母港であった。ニグはかつて石油プラットフォームの製造・保守に利用される大規模施設の中心で、ベアトリス油田に接続された石油ターミナルであった）。6月から10月、午前8時から午後6時まで運航された。船はクロマーティ・ローズと呼ばれ、2009年に売却され、2011年にクロマーティ・クイーンという名の新たなカーフェリーに交替した。
クロマーティはジョージ王朝時代の商家の存在によって建築学的に重要である。商家はジョージ王朝時代の街並みの中にあり、地元風のヴァーナキュラー様式の中にヴィクトリア朝期の漁師のコテージがある。18世紀から19世紀にかけての王立自由都市における「スコットランド・ヴァーナキュラー様式の王冠を彩る宝石」の顕著な例である 。チャーチ・ストリートにある、段上切妻の藁葺きの住宅は、地理学者ヒュー・ミラーの誕生地である。町の東側にあるクロマーティ・ハウスは、ロス伯爵家の古い城があった位置を占めている。そこはラブレーの翻訳者トマス・アーカートが生まれた場所である。
町はまた、地元の海洋生物を観察するための拠点としても知られる。これらにはバンドウイルカの集団で最北に暮らすものも含まれている。マレー湾に伸びるチャノンリー・ポイントと同様に、クロマーティはほぼ円形の海岸を持ち、海岸近くに住む生物を観察するのにヨーロッパで最高の場所の1つである。アバディーン大学Department of Zoology Lighthouse Field Stationは、クロマーティに本拠を置いている。
クロマーティは、イギリス国内における海上気象予報の海域の名の一つである。